# NWAプレミアムヘビー級王座
NWAプレミアムヘビー級王座は、プロレスリングZERO1が管理、NWA（ニュー・レスリング・アライアンス）が認定していた王座。

## 歴史
2011年3月　NWAがプロレスリングZERO1の旗揚げ10周年を表彰して創設。8月、NWA-PPF（NWA環太平洋）の協議で「火祭り」優勝者が初代王者に認定されることが決定。8月8日、ZERO1後楽園ホール大会で開催された「火祭り」に優勝した関本大介が初代王者になった。11月3日、ZERO1が王座を認定しているNWAと業務提携を解消してZERO1が設立した王座認定組織「ニュー・レスリング・アライアンス（NWA）」が認定することになった。
2012年9月4日、王者の曙が肺炎により返上。その後、王座決定戦が行われないまま事実上封印状態となる。

## 歴代王者
| 歴代  | 選手     | 防衛回数 | 獲得日付      | 獲得場所 （対戦相手・その他） |
| ----- | -------- | -------- | ------------- | ----------------------------- |
| 初代  | 関本大介 | 0        | 2011年8月8日  | 後楽園ホール 佐藤耕平         |
| 第2代 | 曙       | 0        | 2012年5月16日 | 後楽園ホール 2012年9月4日返上 |